# Alex Young (baloncestista de 1994)
Alexander Cortez Young (nacido el 28 de marzo de 1994 en Phoenix, Oregón) es un jugador de baloncesto británico-estadounidense que se encuentra sin equipo. Con 1,88 metros de altura puede jugar tanto en la posición de base como en la escolta. Fue internacional absoluto con Gran Bretaña.

## Trayectoria

### Instituto
Se formó en el Phoenix High School, situado en su ciudad natal, Phoenix, Oregón, donde fue entrenado por Glenn Johannes. Fue elegido en los cuatro años en el mejor quinteto de la Skyline Conference. En su año junior (2010-2011), fue nombrado jugador del año Oregón 4A, tras ayudar a su equipo a ganar el primer campeonato estatal después de 60 años.
Como senior (2011-2012) promedió 22 puntos, 8,6 rebotes y 6,1 asistencias. Su mejor partido con Phoenix High School fue en la victoria contra Eagle Point, donde anotó 38 puntos. Fue elegido en el mejor quinteto del estado y nombrado jugador del año de la Skyline Conference como junior y senior.

### Universidad
Tras graduarse en 2012, asistió a la Universidad de California en Irvine, situada en Irvine, California, donde cumplió su periplo universitario de cuatro años (2012-2016).
Freshman
En su primera temporada, su año freshman (2012-2013), jugó 37 partidos (29 como titular) con los Anteaters con un promedio de 9,2 puntos (77,5 % en tiros libres), 3,3 rebotes y 3,9 asistencias en 28,4 min. A final de temporada fue nombrado co-freshman del año de la Big West Conference y elegido en el mejor quinteto del torneo de la Big West Conference (tras promediar 11 puntos en los 3 partidos). También fue elegido en el mejor quinteto freshman Mid-Major All-American por CollegeInsider.com. 
Rompió el récord de la universidad de asistencias dadas por un freshman en una temporada (144). Fue el 3º máximo asistente de la Big West Conference en los partidos de conferencia con 4,5 asistencias por partido. Anotó 20 puntos (máxima de la temporada) contra los Hawaii Rainbow Warriors, el 29 de febrero de 2013.
Dio 9 asistencias (máxima de su carrera universitaria) en la victoria contra los Cal State Northridge Matadors, el 12 de enero de 2013. Cogió 8 rebotes (máxima de su carrera universitaria) en la victoria contra los UC Riverside Highlanders, el 13 de febrero de 2013. Metió 12 puntos en la victoria contra los Fresno State Bulldogs, el 15 de diciembre de 2012, empatando el partido a 1,5 seg del final.
Finalizó la temporada en la Big West Conference como el 2.º en asistencias totales y en partidos disputados, el 5.º máximo asistente, el 7.º en min totales disputados (1051), el 13.º en tiros libres anotados (86) y el 17.º en robos totales (29).
Sophomore
En su segunda temporada, su año sophomore (2013-2014), jugó 35 partidos (todos como titular) con los Anteaters con un promedio de 8,9 puntos (32,6 % en triples y 70,9 % en tiros libres), 3,3 rebotes, 4,6 asistencias y 1 robo en 28,7 min. Se proclamó campeón de la liga regular de la Big West Conference. A final de temporada recibió una mención honorable Big West Conference y fue elegido en el mejor quinteto del 2K Sports Classic Irvine Subregional.
Fue el máximo asistente del equipo con 161 asistencias repartidas a lo largo de la temporada. Repartió 305 asistencias en los 72 partidos que jugó entre las dos temporadas (7.º máximo asistente de la historia de la universidad). Anotó 10 o más puntos en 15 partidos. Dio 9 asistencias (máxima de su carrera universitaria) en la victoria contra los Cal State Fullerton Titans, el 16 de enero de 2014. 
Anotó 20 puntos (máxima de la temporada) en la derrota contra los Fresno State Bulldogs, el 8 de noviembre de 2013. Robó 5 balones (máxima de la temporada) contra los Cal State Northridge Matadors, el 22 de febrero de 2014 y los Hawaii Rainbow Warriors, el 25 de enero de 2014. Metió 4 triples (máxima de su carrera universitaria) contra los Eastern Washington Eagles, el 24 de noviembre de 2013 y los Fresno State Bulldogs, el 8 de noviembre de 2013.
Finalizó la temporada en la Big West Conference como el 1º en partidos disputados, el 2º en asistencias totales, el 3.er máximo asistente, el 9.º en min totales disputados (1004) y en robos totales (35), el 15.º en robos por partido y el 19º en min por partido.
Júnior
En su tercera temporada, su año junior (2014-2015), jugó 30 partidos (29 como titular) con los Anteaters con un promedio de 9,4 puntos (33,8 % en triples y 75,4 % en tiros libres), 3,5 rebotes, 3,6 asistencias y 1,3 robos en 29,7 min. Se proclamó campeón del torneo de la Big West Conference. A final de temporada recibió por 2.ª vez una mención honorable Big West Conference y fue nombrado MVP del South Point Holiday Hoops Classic (anotó 18 puntos en la final contra los Green Bay Phoenix, incluyendo un tiro ganador a 1,7 seg del final que dejaba el marcador 72-70 para los Anteaters).
Terminó su tercera temporada con un total de 414 asistencias y 104 robos entre las tres temporadas (3.er máximo asistente y 8.º en robos de la historia de la universidad). Dio 8 asistencias (máxima de la temporada) en la victoria contra los Green Bay Phoenix en Las Vegas, el 22 de diciembre de 2014. Anotó 24 puntos (máxima de su carrera universitaria), incluyendo 4 triples, contra los Long Beach State 49ers, el 8 de enero de 2015. 
Cogió 8 rebotes (máxima de su carrera universitaria), incluyendo 13 puntos y 5 asistencias, en la victoria contra los Pacific Tigers, el 16 de noviembre de 2014. Robó 6 balones (máxima de su carrera universitaria; todos en la 1.ª parte) contra los Texas-Arlington Mavericks, el 13 de diciembre de 2014.
Finalizó la temporada en la Big West Conference con el 119.º mejor % de tiros de 2 (44,6 %) y fue el 4.º máximo asistente, el 5.º en asistencias totales (109), el 7.º en robos totales (40) y en robos por partido, el 16.º en min totales disputados (891) y en min por partido y el 21.º en tiros de campo anotados (102)
Sénior
En su cuarta y última temporada, su año senior (2015-2016), jugó 37 partidos (todos como titular) con los Anteaters con un promedio de 10,5 puntos (39,6 % en triples y 70,8 % en tiros libres), 4,3 rebotes, 4,4 asistencias y 1,4 robos en 30,1 min. A final de temporada fue elegido en el segundo mejor quinteto de la Big West Conference y en el mejor quinteto del CollegeInsider.com Postseason Tournament.
Finalizó la temporada en la Big West Conference con el 20º mejor % de tiros de 2 (45,1 %) y fue el 3º máximo asistente y el 3º en asistencias totales (162), el 4º en min totales disputados (1,114) y en robos totales (50), el 6º en robos por partido, el 7º en partidos disputados, el 10º en rebotes defensivos totales (135), el 12º en tiros de campo anotados (142), el 13º en min por partido, el 15º en puntos totales (389), el 16º en tiros de 2 anotados (100), el 18º en triples anotados (42) y en rebotes totales (159) y el 20º máximo anotador
Disputó un total de 139 partidos (130 como titular) con los UC Irvine Anteaters entre las cuatro temporadas, promediando 9,5 puntos (32,8 % en triples y 73,8 % en tiros libres), 3,6 rebotes, 4,1 asistencias y 1,1 robos en 29,2 min de media.
Terminó su periplo universitario en la Big West Conference como el máximo asistente, el 1.º en asistencias totales (576; actual máximo asistente de la historia de la conferencia) y en min totales disputados (4060), el 2º en partidos disputados, el 13.º en rebotes defensivos totales (412), el 18.º en robos totales (154), el 36.º en tiros de campo anotados (466), el 37.º en min por partido, el 40.º en puntos totales (1324) y el 52.º en tiros libres anotados (262).

### Profesional
No fue elegido en el Draft de la NBA de 2016.
[actualizar]

## Selección nacional
Disputó con las categorías inferiores de la selección británica el Europeo Sub-20 de 2014, celebrado en Heraclión, Grecia, donde Gran Bretaña quedó en 11.ª posición.
Jugó 9 partidos con un promedio de 11 puntos (35 % en triples y 60 % en tiros libres), 3,9 rebotes, 5,2 asistencias y 1,7 robos en 31,6 min de media. Fue el máximo asistente y el primero en robos de su selección. Finalizó el también como el tercer máximo asistente, el sexto en robos, el noveno en minutos por partido del campeonato.
Debutó con la selección de baloncesto de Gran Bretaña en un amistoso contra la Selección de baloncesto de Nueva Zelanda, en julio de 2015.
En 2016 disputó 6 encuentros de clasificación para el EuroBasket 2017.